# Encomienda
Encomienda je forma společenské a hospodářské instituce, která existovala v raném období iberské conquisty v Jižní a Severní Americe a která byla v během první poloviny 16. století postupně nahrazována repartimientem. Přesto se ale encomienda v některých oblastech zachovala až do 17. století. Základní princip encominedy byl založen na přenosu feudálních vztahů z iberského prostředí do Ameriky, avšak princip odvádění tributu a především mity nebyly cizí ani lokálním společnostem (např. u Inků). Encomendero získal od Koruny pod ochranu určitý počet obyvatelstva. Jeho úkolem bylo zajistit jejich ochranu, výuku španělského jazyka a christianizaci. Výměnou za to mu obyvatelstvo muselo odvádět tribut v podobě zemědělské produkce nebo zlata a dalších surovin a konečně také nucené práce. Systém encomiendy byl tedy také založen na nucené práci, ale sociální postavení indiánů neodpovídalo postavení otroka. Encomendero měl naproti tomu vojenskou a daňovou povinnost vůči Koruně.
Encomienda byla charakteristická pro prvních několik desetiletí iberské conquisty a odpovídala slabé pozici Koruny v první fázi kolonizace kontinentu. Od počátku 16. století byl tento systém kritizován pro hospodářskou neefektivnost a krutost s jakou encomedoři zacházeli a vykořisťovali indiánské obyvatelstvo. Zákony z Burgosu (1512–1513) a následně Nové zákony (1542) se snažily o zavedení větší kontroly Koruny nad pozemky a o větší ochranu pro původní obyvatelstvo, které představovalo poddané španělské Koruny. V rámci těchto změn byla encomienda nahrazována repartimientem a následně haciendou.